# Razer
Razer je americká firma ze San Diega v Kalifornii vyrábějící příslušenství pro hráče (klávesnice, počítačové myši atd. které se kromě klasických verzí vyrábí i v Licencovaných herních edicích Battlefield 3, Starcraft 2 a League of Legends, nebo v Licencovaných edicích progamingových týmů, například Evil Geniuses) kterou celou dobu vede CEO Min-Liang Tan. Tato firma byla založena v roce 1998.

## Produkty
V současnosti pracuje na novém tabletu známém jako Razer Edge (dříve nazýván Project Fiona) který používá Windows 10 a je navržen hlavně pro hraní her. Produkty od Razeru jsou pojmenovány po dravých zvířatech jako jsou jedovatí hadi (počítačové myši), hmyz (podložky pod myš), pavouci (klávesnice), kočkovité šelmy (konzolové periferie), nebo třeba mořští živočichové (audio). Jediné výjimky jsou Razer Blade (notebook), herní telefon Razer Phone a výše zmíněný Razer Edge

## Software
Kromě hardware vydal Razer i několik programů jako je Razer Comms, což je něco jako Skype pro hráče, Razer Game Booster pro zvýšení výkonu PC při hraní počítačových her a další. Většina těchto softwarů je navržena pro přizpůsobení Razer hardwaru (například Surround pro audio, nebo Synapse pro klávesnice a počítačové myši).

## Galerie

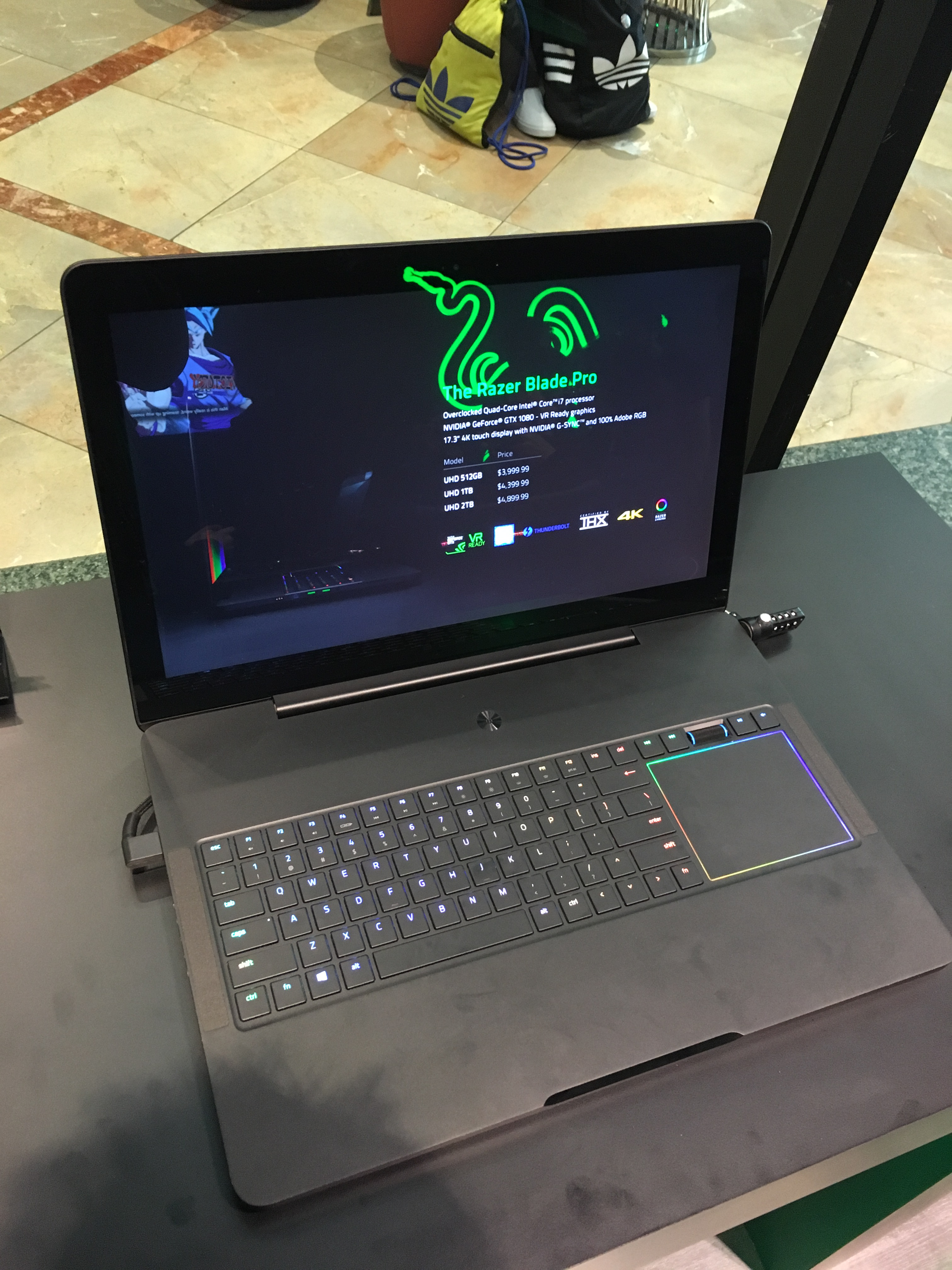
Notebook od společnosti Razer
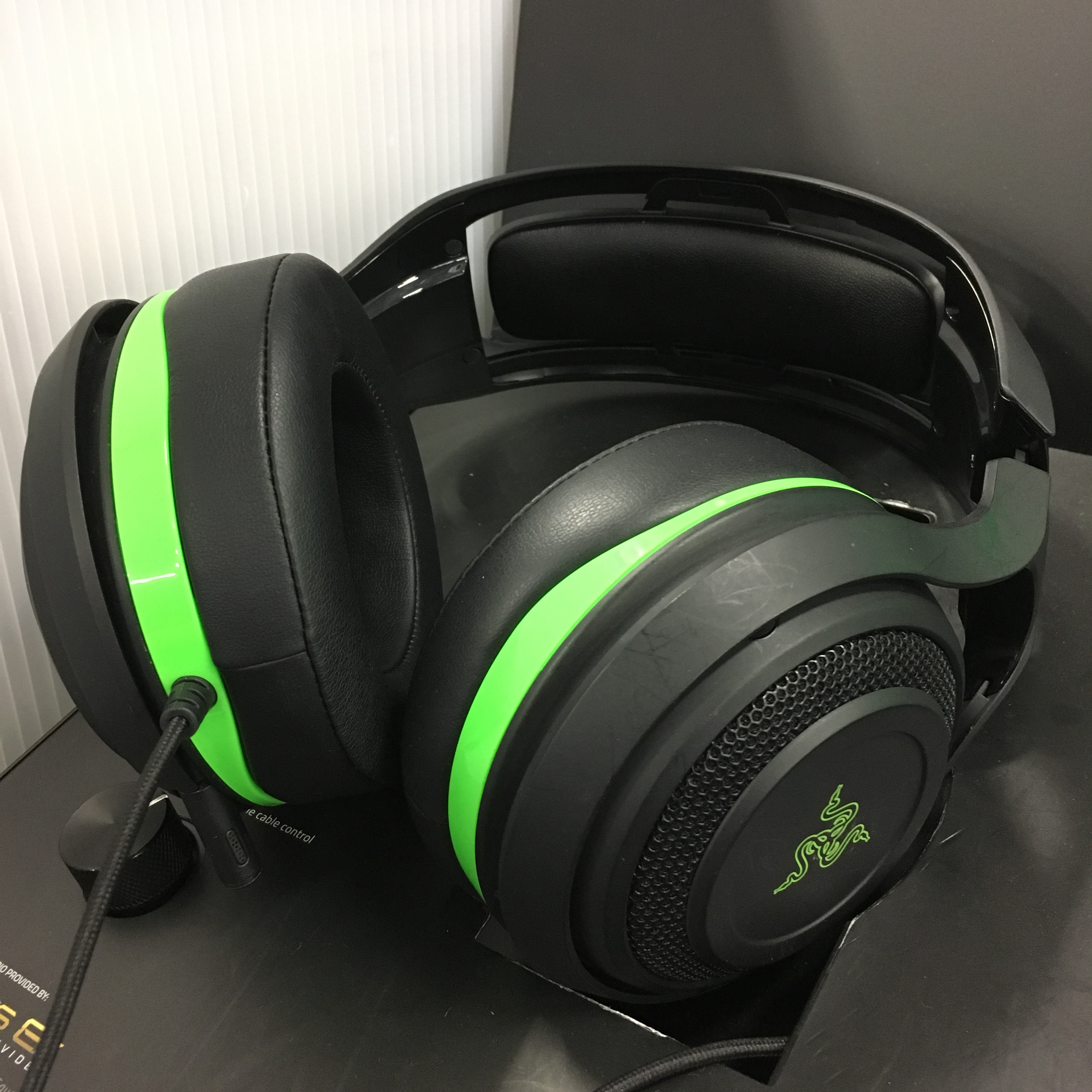
Sluchátka Razer
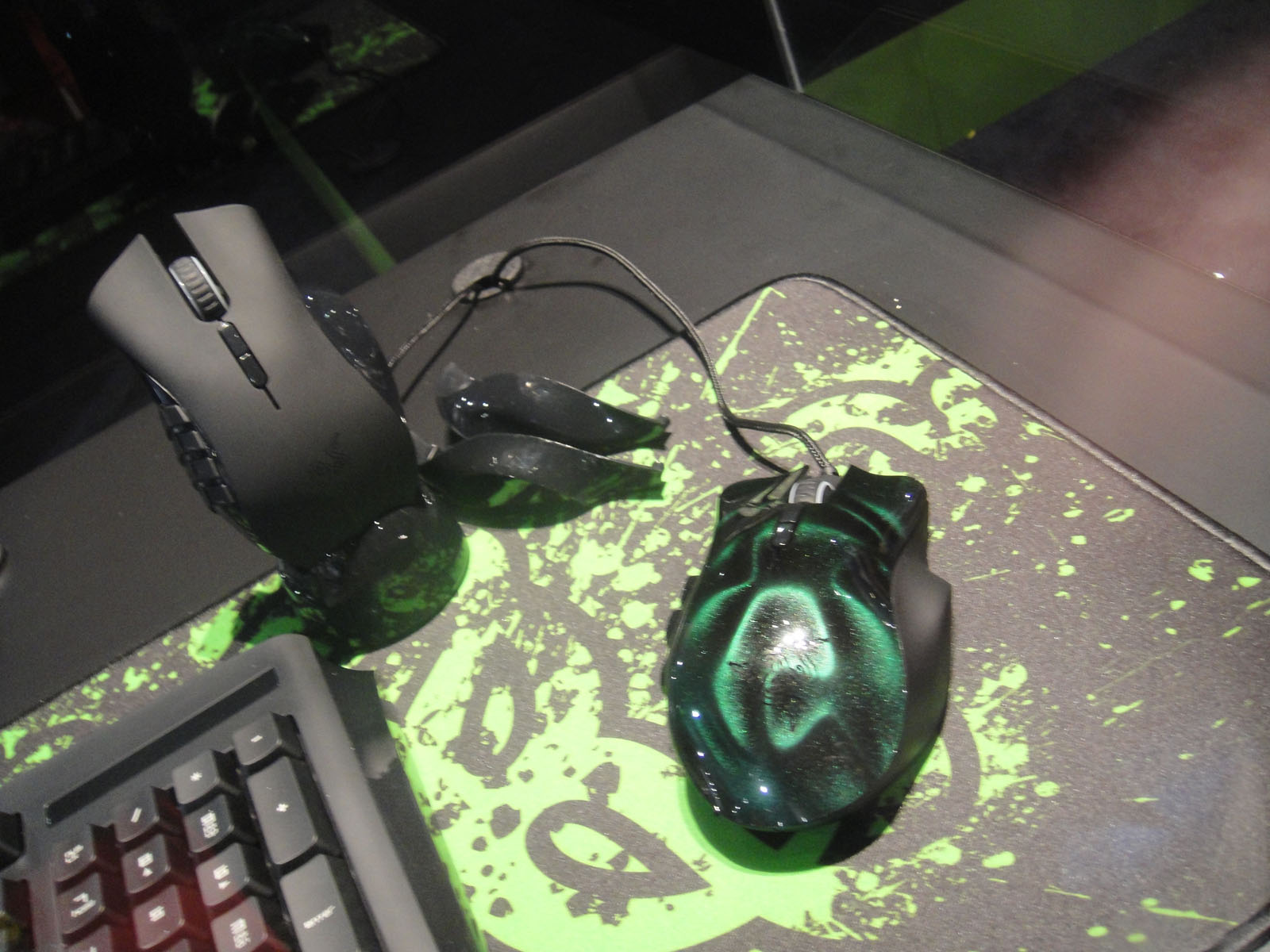
Myši Razer